# William Ehrich
William Ehrich, geb. als Wilhelm Ernst Ehrich, (* 29. November 1900 in Dahmen; † 25. Dezember 1967 in Philadelphia) war ein deutsch-amerikanischer Mediziner.

## Leben
William Ehrich war der Sohn des Sanitätsrats Wilhelm Ehrich. Im Ersten Weltkrieg war Ehrich Kanonier beim 4. Gardefeldartillerieregiment in Potsdam. Er legte 1918 das Abitur am Gymnasium in Güstrow ab und studierte anschließend von 1919 bis 1924 Medizin an den Universitäten Freiburg i.Br., München und Rostock. 1924 schloss er das Studium mit Staatsexamen und Promotion ab. 1925 erlangte er seine Approbation und wurde Assistent am Anatomischen Institut der Universität Freiburg bei Eugen Fischer, 1925/26 arbeitete er als Assistent bei Ludwig Aschoff. 1926 heiratete er Marie-Luise Goldschmidt. Im gleichen Jahr ging er als Prosektor an das Hospital des Rockefeller Institute in New York, bevor er 1931 in Rostock habilitiert wurde. 
1935 emigrierte er mit seiner Frau in die USA, da Ehrich nach den nationalsozialistischen Rassegesetzen als „jüdisch versippt“ galt. Bis 1938 arbeitete er am Pathologischen Institut der Pennsylvania University in Philadelphia, bevor er eben dort Assistent Professor (bis 1944) und ab 1944 Associate Professor wurde. Ab 1942 leitete er die Anatomische Pathologie des Philadelphia General Hospitals. Von 1946 bis 1966 war Ehrich Professor of Pathology und Chairman des Department of Pathology der Graduate School of Medicine in Pennsylvania.
Ehrich war einer der Entdecker der Antikörperbildung im Zellsystem der Lymphozyten und Plasmazellen. Er war seit 1960 Mitglied der Deutschen Akademie der Naturforscher Leopoldina.

## Schriften (Auswahl)
- Beitrag zur Kenntnis der Mischgeschwulste der Leber. Winterberg, Rostock 1924 (Rostock, Med. Diss. v. [1925]).
- Studien über das lymphatische Gewebe mit besonderer Berücksichtigung der Lymphopoësie und der Histogenese der Sekundärknötchen, ihres Schicksals und ihrer Bedeutung. In: Beiträge zur pathologischen Anatomie und zur allgemeinen Pathologie. Bd. 86 (1931), S. 287–368.
- Pathology: for students and practitioners of dentistry. Lea & Febiger, Philadelphia 1941.

## Auszeichnungen
- 1957: Ehrendoktorwürde der Medizinischen Fakultät der Universität Freiburg i.Br.